# LZ 127 그라프 체펠린

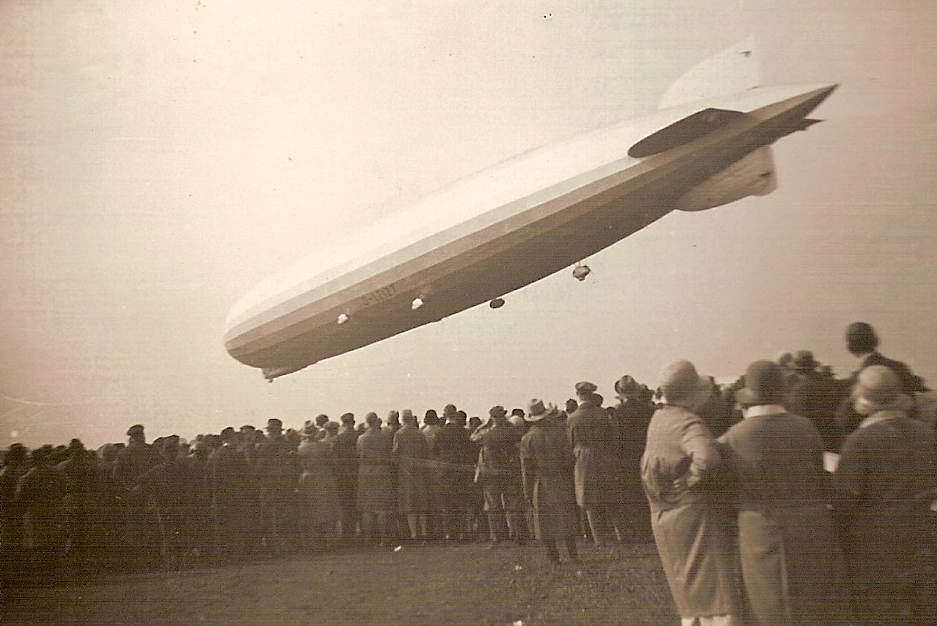

LZ 127 '그라프 체펠린'은 20세기 초의 경식 비행선이다. 명칭은 독일 기구의 개척자인 페르디난트 폰 체펠린의 이름에서 유래되었다. '그라프(Graf)'는 백작의 지위를 의미한다. 비행선은 1928년 9월 18일 최초로 비행하였는데, 총 길이는 236.6 m, 부피는 105,000 m³로, 당대에는 최대의 크기였다. 5기의 마이바흐(Maybach) 550 마력 엔진으로 동력이 공급되었고, 수소와 탄화수소의 혼합가스를 사용하였으며, 60톤의 짐을 나를 수 있었다.

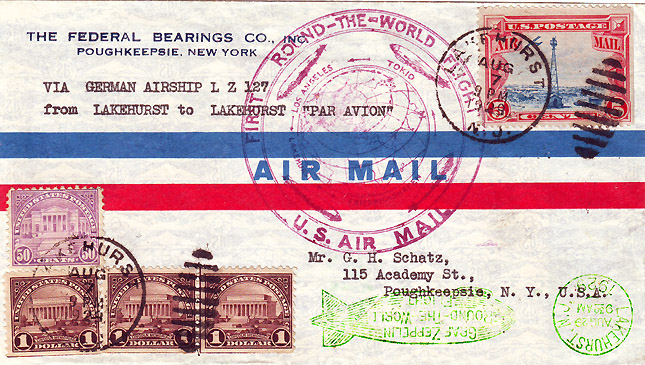
Lz 그라프 체펠린의 세계 일주 기념

## 같이 보기
- 체펠린